# Kasteel en park Ter Rijst

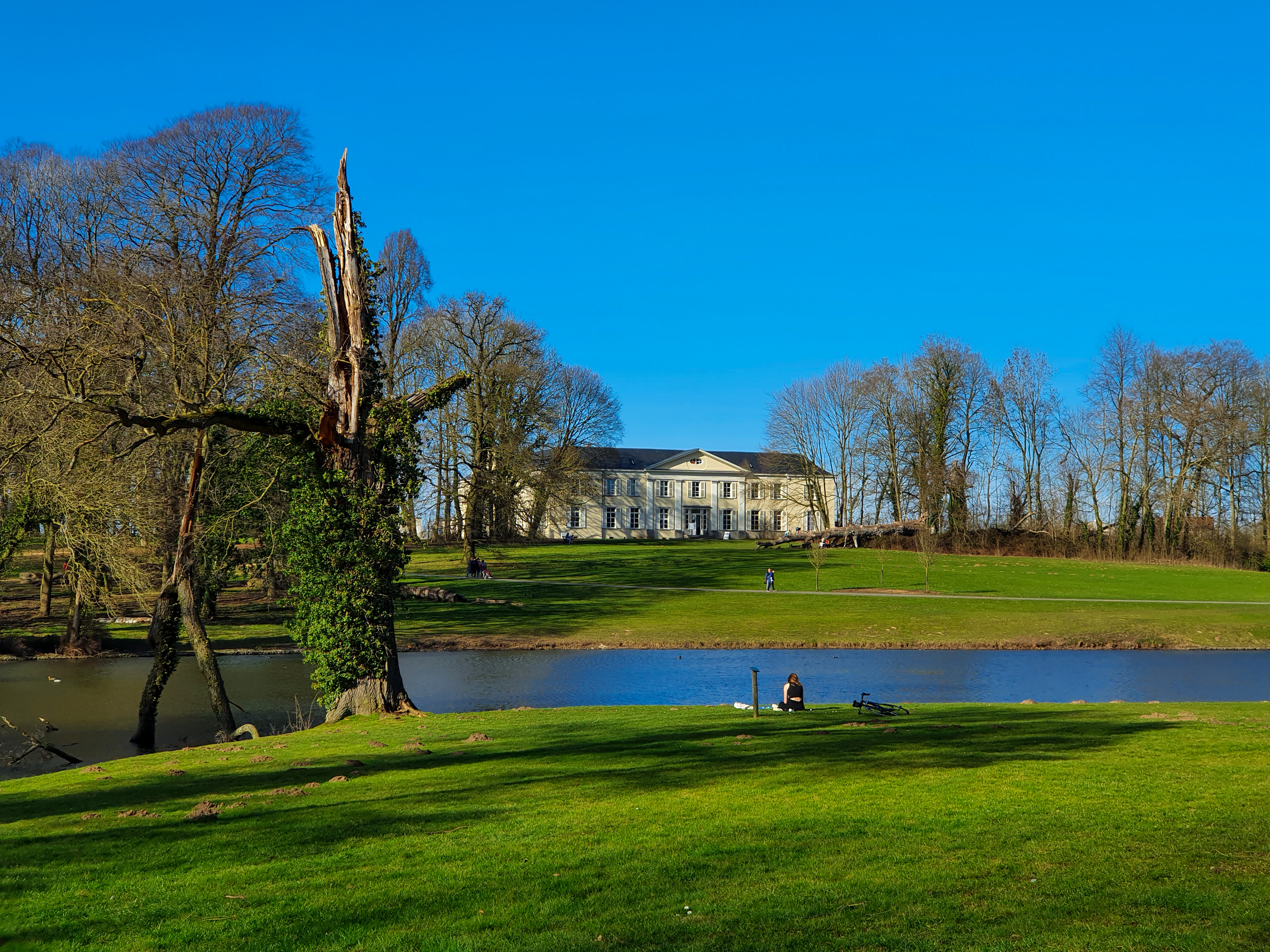
Kasteel en park Ter Rijst

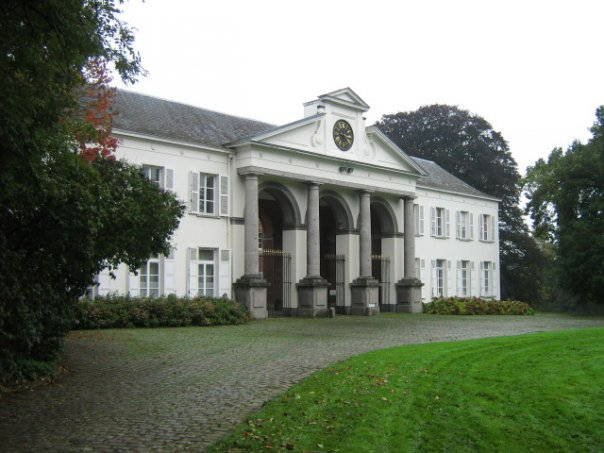

Het kasteel en park Ter Rijst (vroeger: Terrest; Frans: Château du Risoir) vormen samen een domein gelegen in Heikruis, deelgemeente van Pepingen. Het domein ligt langs de steenweg Asse-Edingen (N285) en het gelijknamig straatje Terrest. 

## Beschrijving
Het kasteel met vier vleugels heeft een gevel waaronder drie arcades zijn ingebracht. Deze zijn geschikt rond een bakstenen binnenplaats.  Deze wordt betreden via een opvallende triomfboog met vier Dorische zuilen. Hun sokkels ondersteunen een breed hoofdgestel dat bovenop met een fronton versierd is. Deze bevat een klok die ook zelf is bekroond met een fronton.
Aan de noordkant bevinden zich de gemeenschappelijke kamers. De zuidgevel is met vier centrale pijlers versierd met daarboven een klassieke fronton. De daken met grote overspanningen hebben een licht overstek. De bescheidenheid van het gebouw wordt weerspiegeld in de tamelijke lage hoogte van de wanden, die zijn beperkt tot twee niveaus onder een puntdak van leisteen.
Het kasteel is omgeven door een park in Engelse tuin-architectuur. Het park heeft drie vijvers (samen 49,5 ha) en een bosperceel (28 ha). Het bosreservaat (Bos Terrijst - Bois de Strihoux (Strijthoutbos)), gelegen aan beide zijden van de taalgrens, is Europees beschermd als onderdeel van Natura 2000-habitatrichtlijngebied 'Hallerbos en nabije boscomplexen met brongebieden en heiden'
Het parkdomein is dagelijks toegankelijk van zonsopgang tot zonsondergang. Vandaag de dag wordt het kasteel beheerd door Natuur Invest, die op haar beurt een concessie voor het pand heeft verleend aan Bv T'rest.

## Geschiedenis

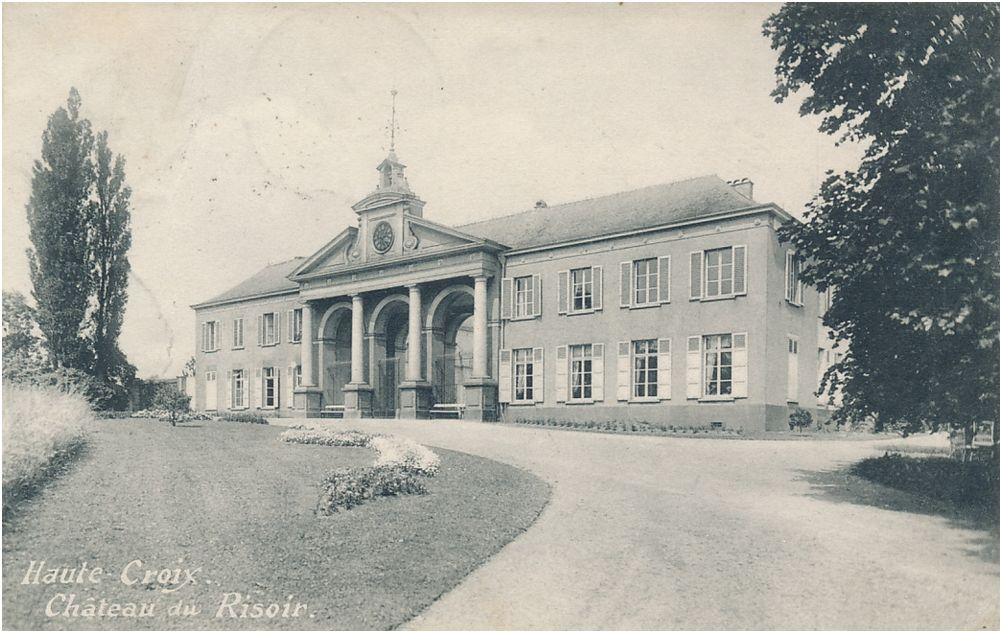
Ansichtkaart van het kasteel

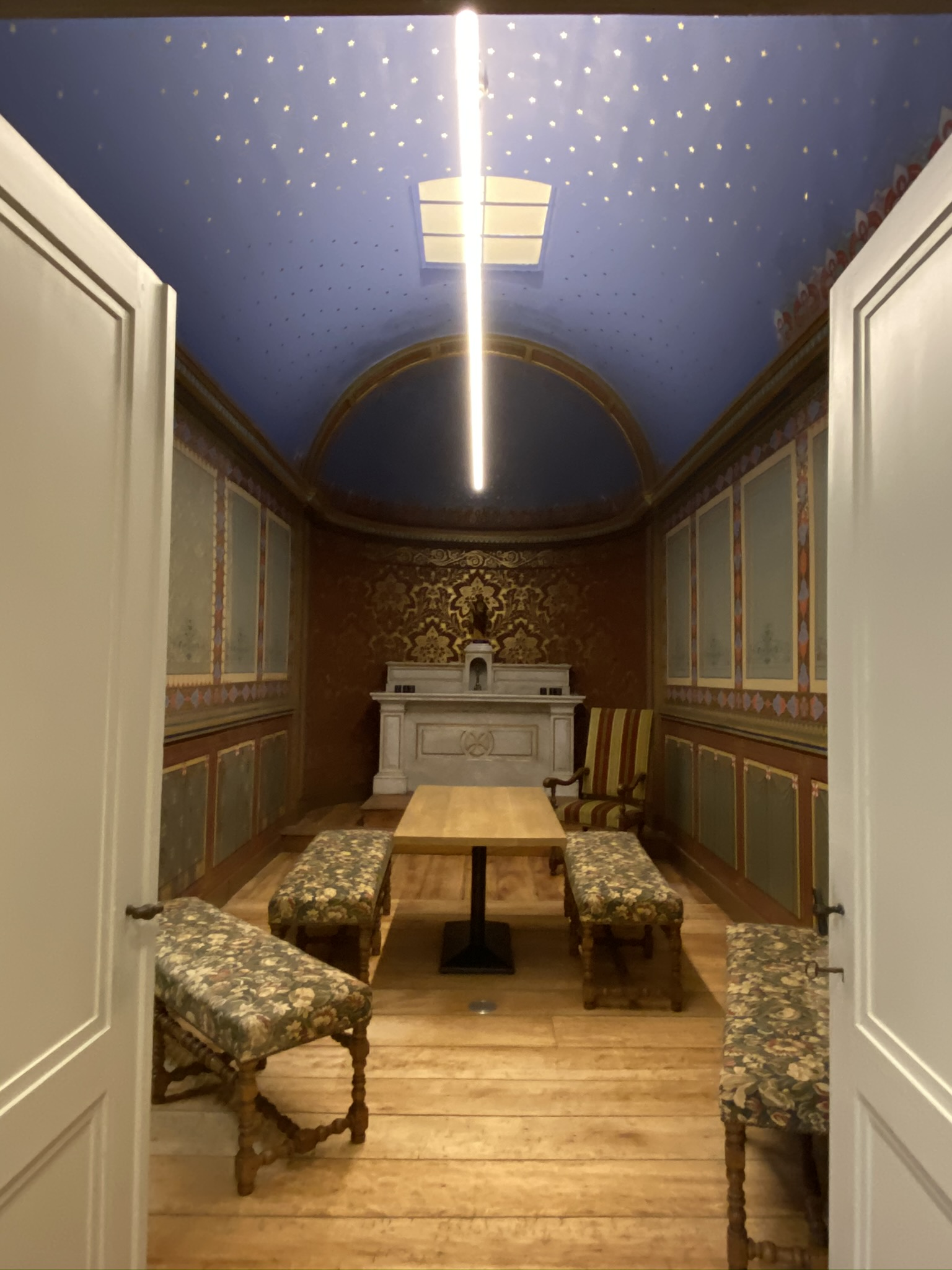
De kapel

### Kasteel
Een eerste middeleeuws kasteel van Ter Rijst (naam die wijst op de aanwezigheid van rijshout) werd in 1169, op bevel van de graaf van Henegouwen verwoest. Rond 1225 werd het weer opgebouwd door Eggeric de Rist. Zijn heerlijkheid behoorde tot het graafschap Henegouwen, dat een felle strijd had uitgevochten met Brabant. De fundamenten van dit kasteel kunnen nog worden aangetroffen aan de overzijde van de vijver.
De familie Van der Noot heeft geruime tijd dit kasteel in haar bezit gehad.  Wouter V van der Noot, ridder en kamerheer van de hertog van Brabant, Filips de Goede, verwierf het domein Terrest in 1464. Karel van der Noot liet in 1480 op de huidige plek een nieuw kasteel met vijvers bouwen. Het was een burcht met vier forse hoektorens. Burggraaf Théodore de Neulant de Pottelsberghe liet de torens slopen en deed een verbouwing van het kasteel in een neoclassicistische stijl (1868-69). Hij liet ook het landschapspark aanleggen.
In 1893 kwam het kasteel door huwelijk in handen van de echtgenote van baron Ferdinand Jolly. Vanaf 1918 kwam het kasteel in de handen van Hubert Jolly die besliste om het kasteel te verhuren. Na een familiedrama, besloten Jules Delannoy en zijn familie in 1922 hun intrek te nemen in Kasteel Ter Rijst. Ze huurden het kasteel met al het toebehoren zoals meubels, tuinen, paviljoenen en het jacht- en visrecht. Gedurende hun verblijf liet Delannoy grote vernieuwingswerken uitvoeren. Hierbij werden de daken vervangen en werd centrale verwarming aangelegd in de twee bewoonde vleugels van het kasteel.
Gedurende hun verblijf hielden ze talrijke jachtfestijnen en banketten. Ook belegde de familie meerdere religieuze diensten in de kapel van het kasteel, zoals doopsels en communies. Ook de rouwdienst van een van hun kinderen die op tweejarige leeftijd in het kasteel overleed vond hier plaats. Deze diensten werden  voltrokken door de toenmalige priester van Edingen.
Hun sterke geloofsovertuiging is ook merkbaar nadat Jules Delannoy aan de dood ontsnapte bij een auto-ongeluk nabij het kasteel. Hij liet hierop direct het Sint-Jobkapelletje (gelegen in Heikruis op het kruispunt van de Mortaignestraat met de Neerstraat) op eigen kosten restaureren om zijn dankbaarheid te tonen aan zijn engelbewaarder.

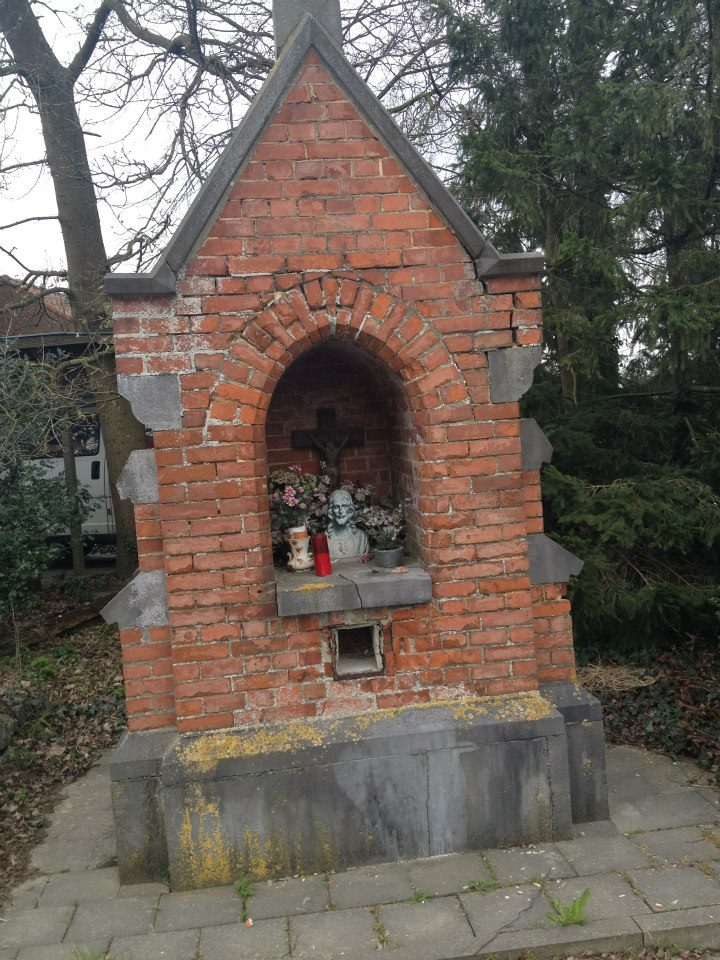
Sint-Jobkapel in Heikruis
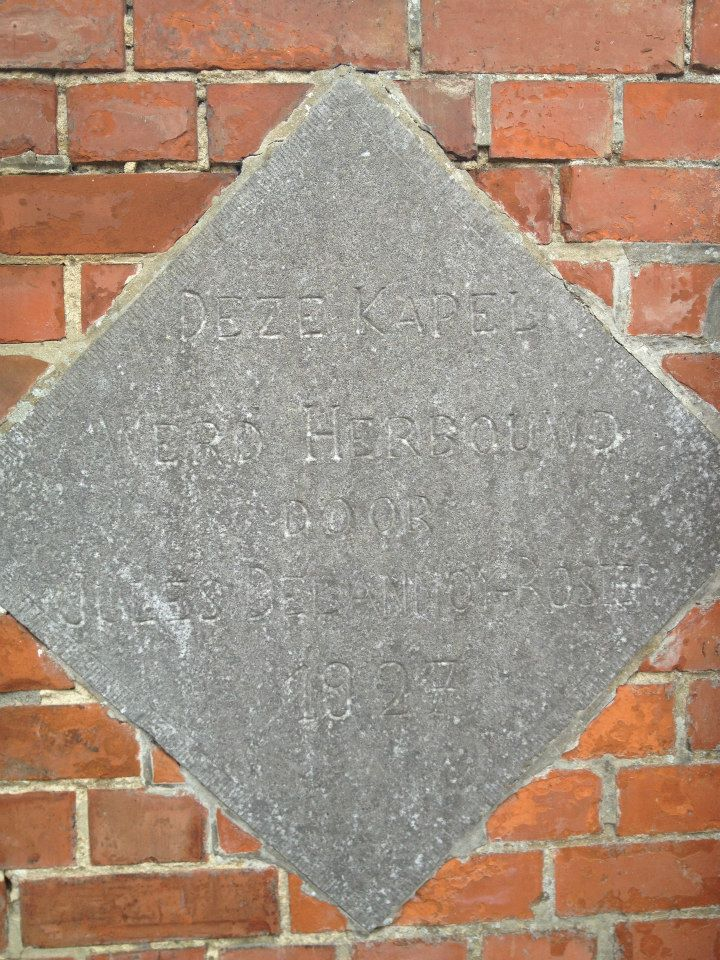
Herdenkingssteen bij de Sint-Jobkapel

In november 1939 overleed Jules Delannoy in het kasteel op 55-jarige leeftijd. Zijn familie verliet het kasteel op 9 mei 1940, één dag voor het uitbreken van de tweede Wereldoorlog. Hierop nam Elisabeth van der Noot d'Assche er haar intrek. Tijdens de Tweede Wereldoorlog was ze de maîtresse van militair gouverneur Alexander von Falkenhausen. Nadat deze in ongenade was gevallen, deden de Duitsers een huiszoeking op het domein (eind juli 1944).
Na de Tweede Wereldoorlog werd het kasteel door de heer Van Lier gehuurd. In 1966 werd de huur door de bouwpromoter Jean Baptiste L'Ecluse overgenomen. 
De Brusselaar, voorzitter van RWDM, verwierf het domein eind 1972 via zijn nv Delec. Hij hield er wilde feestjes en everzwijnenjacht.
In 1981 werd het domein door de nv Delec aan de Belgische Staat geschonken. Later werd het door regionalisering eigendom van de Vlaamse Gemeenschap. Het wordt beheerd door het Agentschap voor Natuur en Bos.

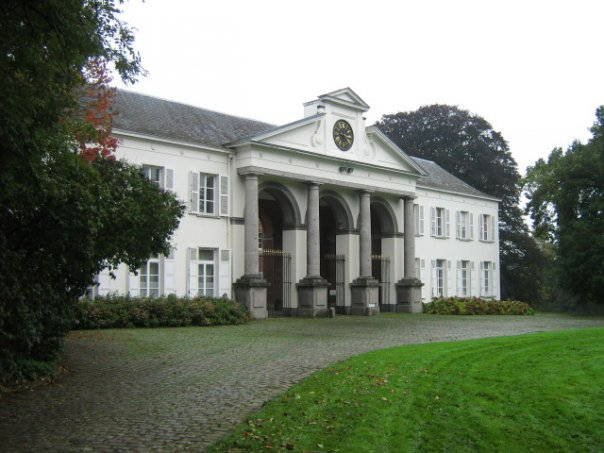
Van links
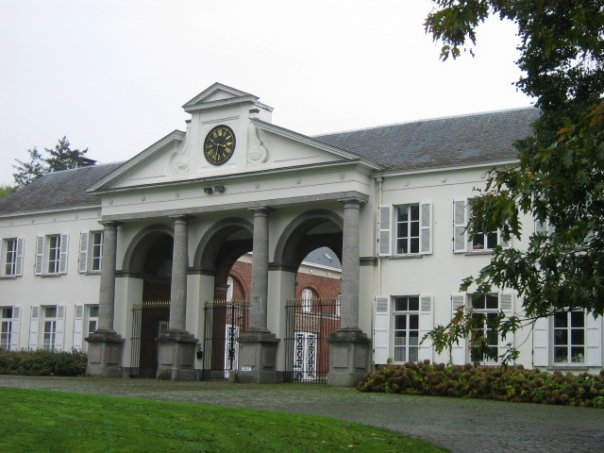
Van rechts
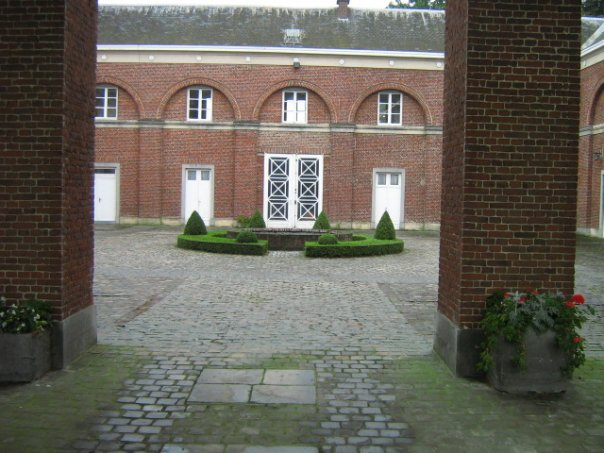
Binnenkoer van het Kasteel
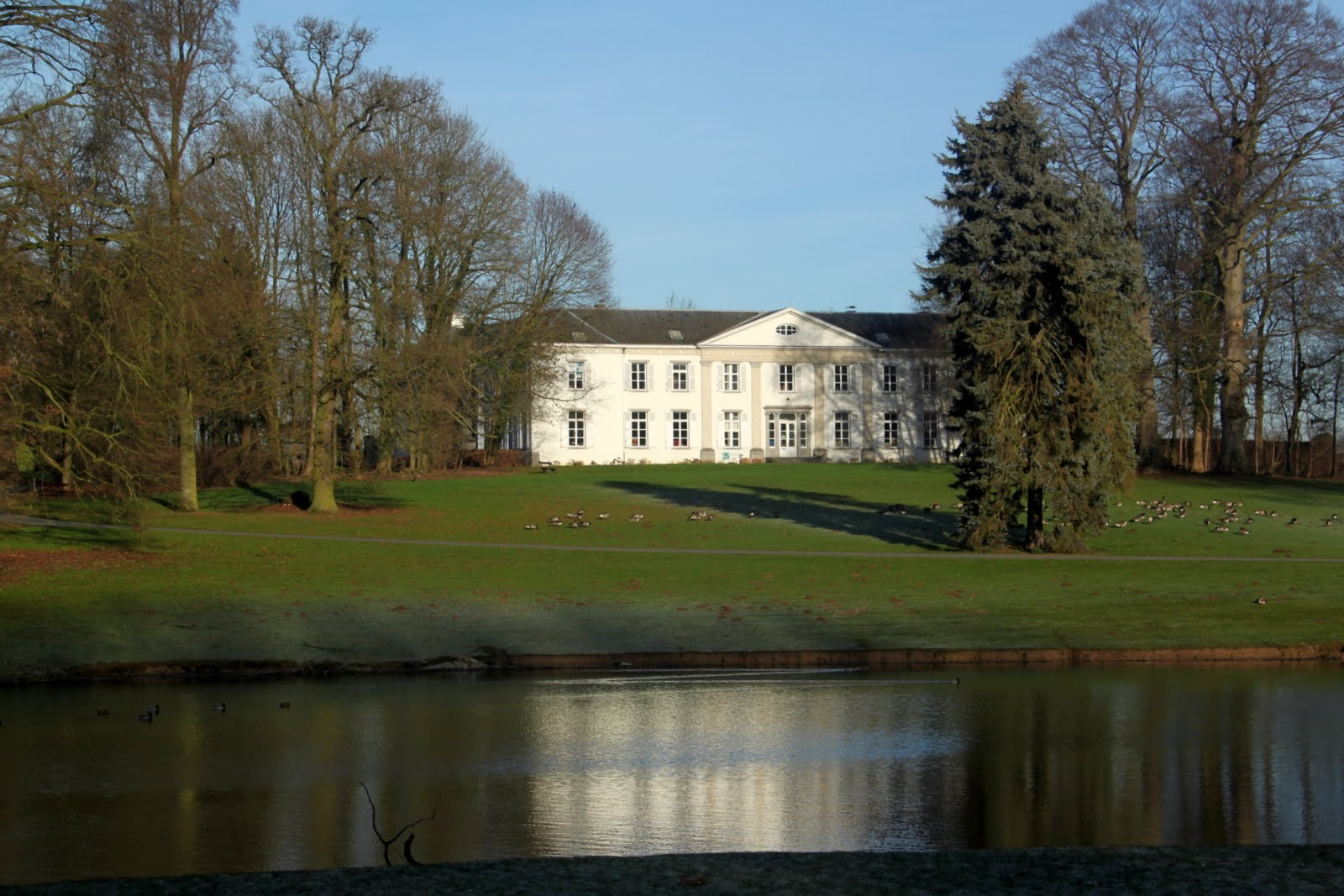
Zuidzijde
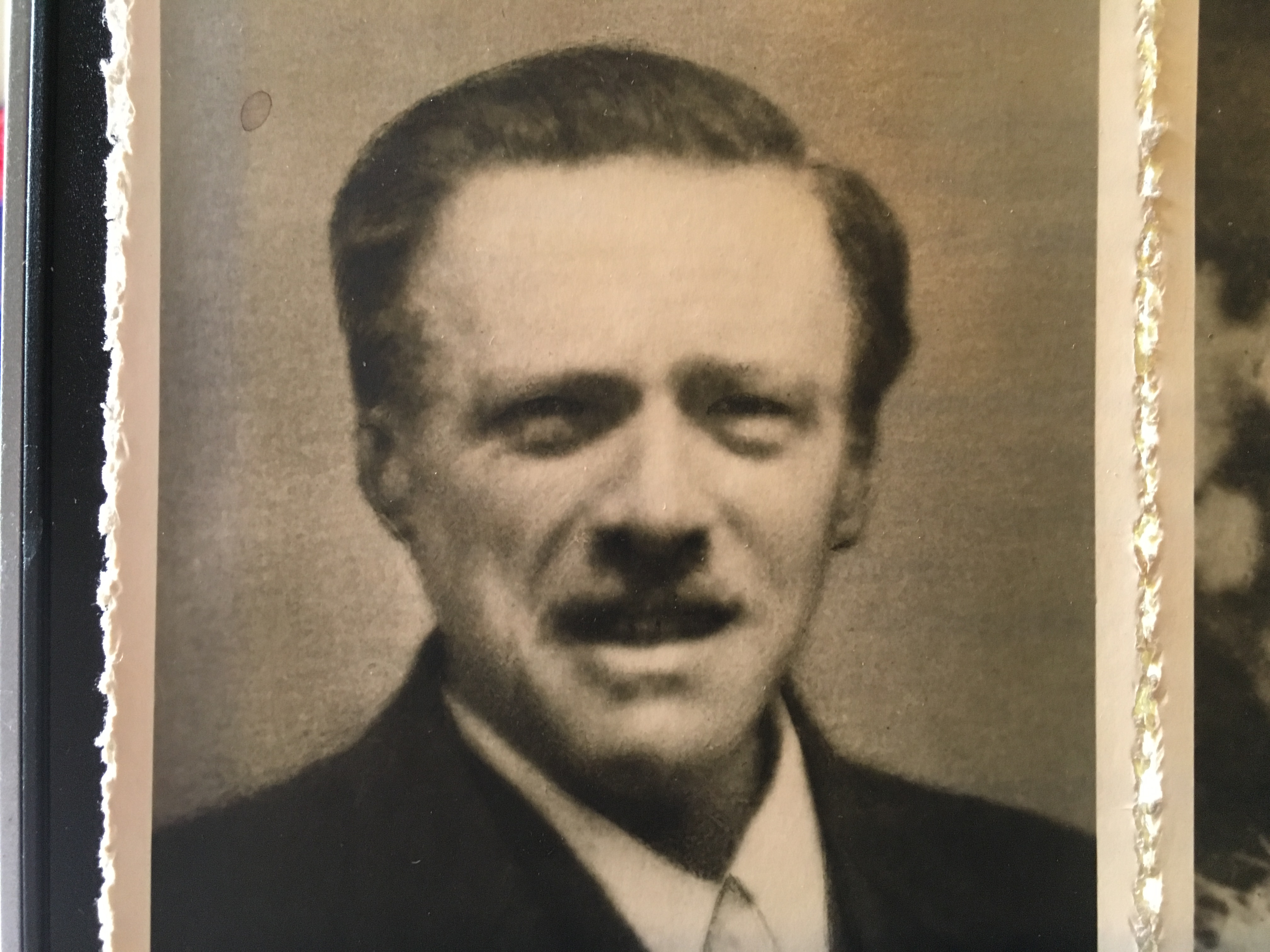
Jules Delannoy
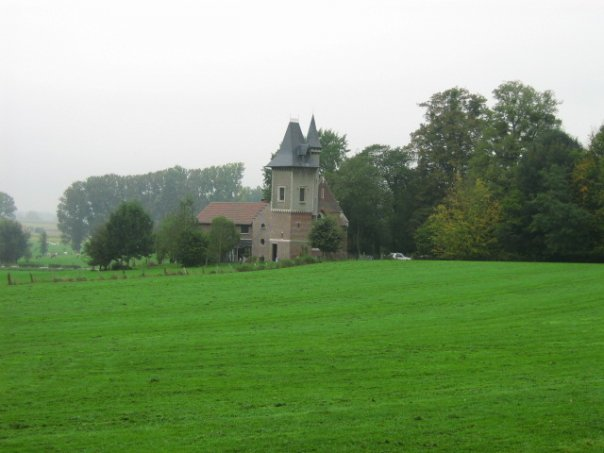
Portierswoning

## Restauratie
Een samenwerking tussen het Departement Cultuur en het agentschap Natuur en Bos, gelinkt aan een budget van 5 miljoen euro, leidde tot een complete restauratie van het kasteel Ter Rijst. De restauratie begon op 1 april 2018 en respecteert alle originele functies van het kasteel (inclusief de kapel op de eerste verdieping).  Natuur, cultuur en ontmoeting zijn belangrijke criteria die bij deze restauratie moeten betrokken zijn. Het culturele aspect wordt gekarakteriseerd door optredens, ateliers, tentoonstellingen en lezingen.  Het kasteel werd ook bijgevuld met een vijftal B&B-kamers (origineel waren er in het kasteel 19 kamers), een brasserie en zalen voor polyvalente activiteiten.
Daarnaast zijn een aantal woongelegenheden ingeplant, die via concessies zullen toegekend worden.

## Wetenswaardigheden

### Hoeve

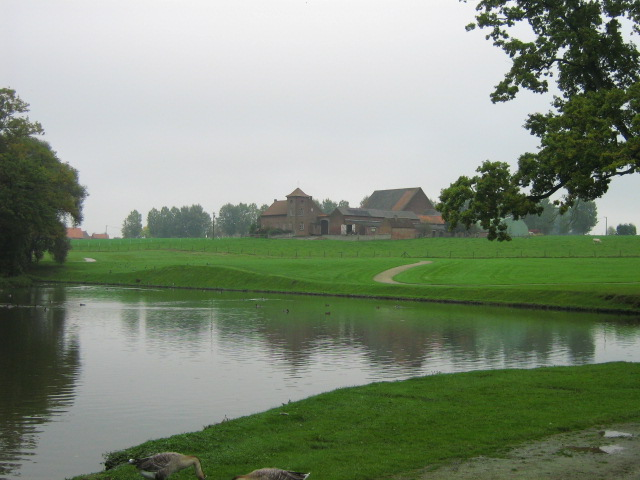
De hoeve

Het Hof ter Rijst ten oosten van het park  maakte vroeger deel uit van het domein. Ernaast stond tot 1921 een houten windmolen. De huidige vierkantshoeve werd gebouwd in 1840 door Stevenisten.

### Filmlocatie
Het kasteel en ook het parkdomein en de omgeving eromheen kunnen rekenen op belangstelling bij filmmakers. Zowel waterpartijen, open velden als bos zijn er vlakbij.
In 1970 zijn de velden rond het domein en het dorp van Heikruis het toneel in de romanverfilming Paix sur les Champs / Vrede over de Velden. Het is een drama rond een Pajotse boer, genaamd Stanne, de moord op zijn vrouw en de nasleep daarvan. De film werd (als eerste Belgische) genomineerd voor de Oscars in de categorie voor Beste Niet-Engelstalige film.
Ook voor de tv-miniserie Maria Speermalie (naar de roman van Herman Teirlinck), die liep in 1979, werden filmopnames gemaakt in het kasteel Ter Rijst. Hetzelfde jaar werd voor de serie Rolande met de bles (ook naar een verhaal van Teirlinck) eveneens gefilmd in de omgeving van Ter Rijst.

### Tennisveld en boomgaard
Bij het kasteel hoorden ook een boomgaard en een tennisveld, waarvan de nabestaanden van de familie Delannoy twee foto's hebben. Het tennisveld was gelegen aan de achterkant van het kasteel waar nu de parking is en juist achter de boomgaard. De boomgaard bevindt zich aan de linkerkant van het kasteel en is omringd door een hoge witte muur. Er zijn echter nog maar enkele bomen over. De rest van de boomgaard is voorzien van een grasveld.

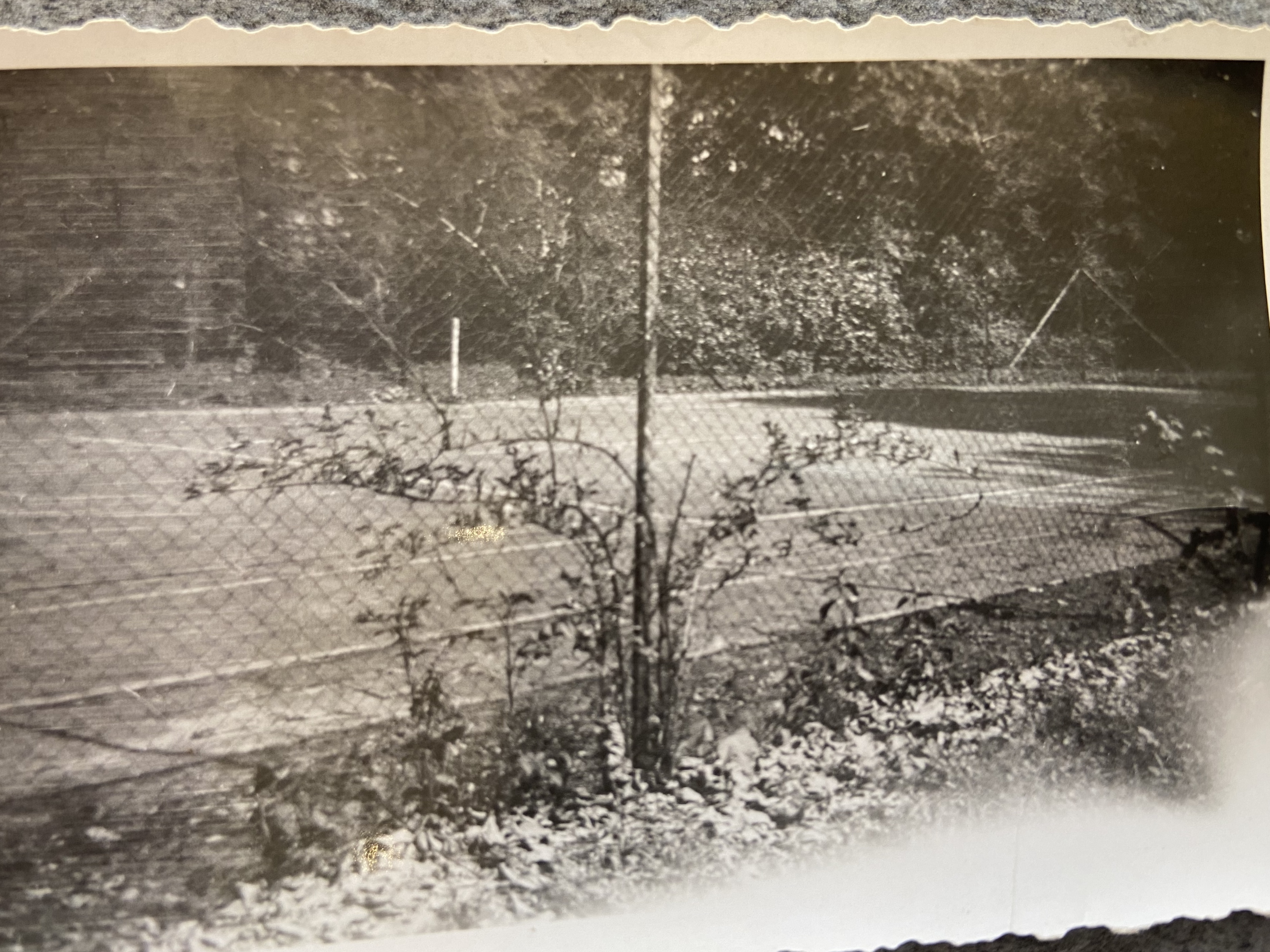
Het tennisveld (1922-1939)
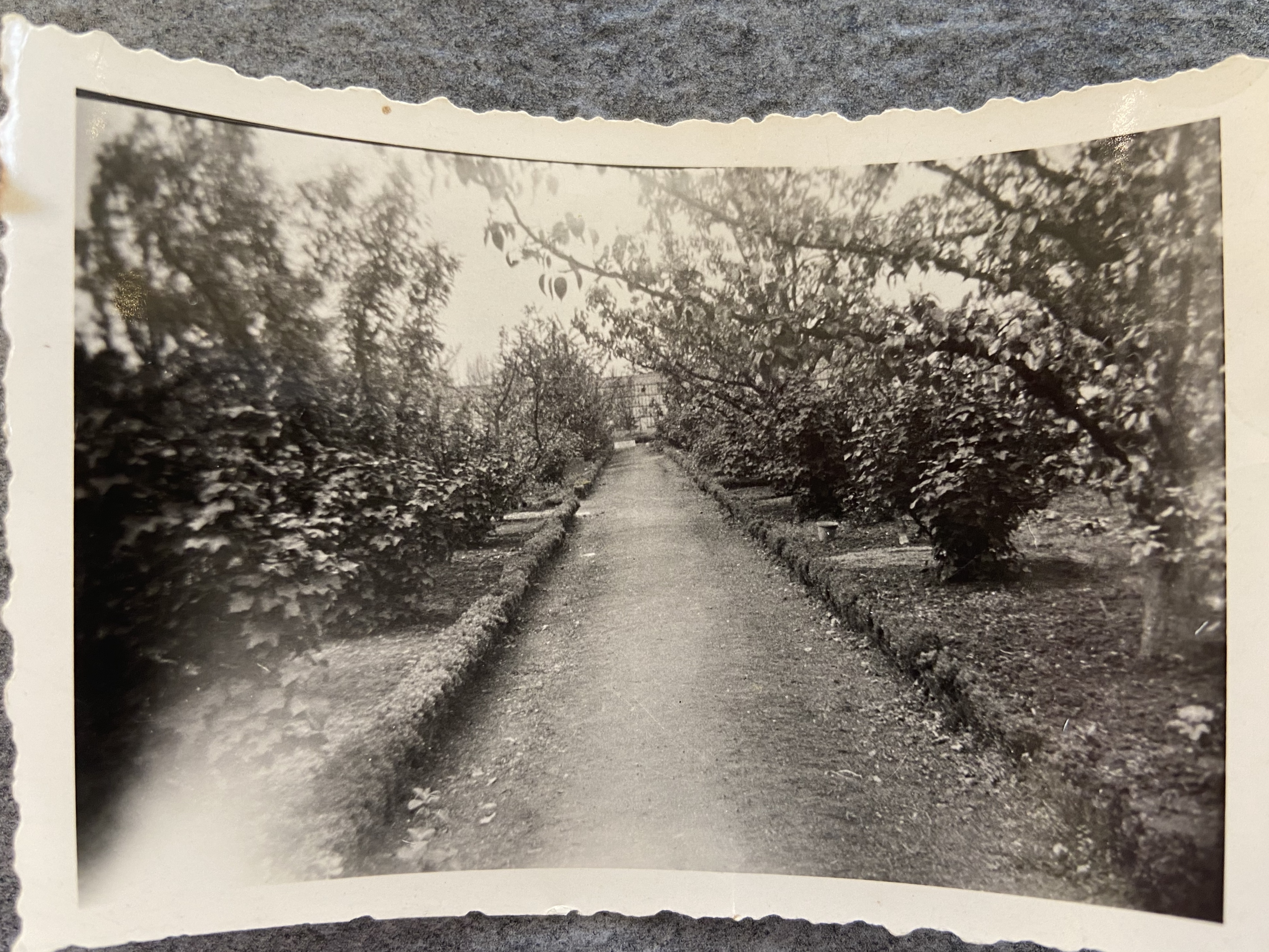
De boomgaard (1922-1939)